# 유리 베르치체
유리 베르치체 이세타(스페인어: Yuri Berchiche Izeta, 1990년 2월 10일, 바스크 주 사라우츠 ~)는 스페인의 프로 축구 선수로, 현재 아틀레틱 빌바오에서 좌측 수비수로 활약하고 있다.
그는 토트넘 홋스퍼 소속으로 성인 무대 첫 발을 디뎠으나 1군 출전 기회를 잡지 못하고 첼트넘 타운과 바야돌리드로 임대되었다. 2010년, 그는 세군다 디비시온의 레알 우니온에 합류했고, 레알 소시에다드로 이적한 후 에이바르 소속으로 2년 연속 승격을 경험했고, 이후 3년 동안 에레알라 소속으로 라 리가 무대에서 활약해 2017년 여름에 파리 생제르맹으로 이적하기에 이르렀다. 그는 프랑스 국내 3관왕의 주역으로 활약했지만, 2018년에 아틀레틱 빌바오로 이적하면서 다시 바스크 주로 복귀했다.

## 클럽 경력

### 토트넘 홋스퍼까지의 행보
베르치체는 바스크 주 기푸스코아 도의 사라우츠에서 알제리인 아버지와 스페인인 어머니 사이에서 태어났다.
베르치체는 레알 소시에다드의 유소년부에서 축구 인생을 시작했지만, 16세에 지역의 경쟁 구단인 아틀레틱 빌바오로 이적했다. 2007년 6월 8일, 아틀레틱과 토트넘 홋스퍼는 그의 이적을 놓고 합의를 보았고, 베르치체는 잉글랜드의 구단 유소년부에서 계속해서 성장해 나갔다. 벨기에의 유로풋 대회에서 토트넘 홋스퍼 U-18 선수단으로 활약하면서, 베르치체는 4-0으로 이긴 안데를레흐트와의 결승전에서 "대회 최우수 선수"로 선정되며 우승을 이끌었다.
2009년 3월 26일, 베르치체는 풋볼 리그 1의 첼트넘 타운으로 1달 동안 임대되었다. 그는 이틀 뒤에 1-1로 비긴 월솔과의 원정 경기에서 리그 신고식을 치렀다.
2009년 4월, 베르치체는 스컨소프 유나이티드와의 경기에서 헨리 랜스버리(아스널에서 임대)에 무모한 태클을 걸어 다리를 골절시켰다. 그는 태클로 퇴장당하지 않았지만, 마틴 앨런 첼트넘 감독은 그를 즉시 경기장에서 내보냈다. 결국 랜스버리는 다리에 큰 부상을 당하지 않은 것으로 밝혀졌다.
2009년 7월, 베르치체는 바야돌리드에 임대로 이적하면서 스페인 무대에 복귀했다. 부상인 장기간 부재중인 알베르토 마르코스의 공백을 메꾸게 된 그는 0-0으로 비긴 알메리아와의 첫 리그 경기에 선발로 출전했다. 이 경기는 그 시즌에 처음이자 마지막으로 출전한 라 리가 경기였는데, 그 외로는 주로 2군에서 출전했고, 카스티야 이 레온 연고 구단은 시즌 끝에 강등의 쓴맛을 보게 되었다.

### 레알 소시에다드
2010년 여름, 20세의 베르치체는 토트넘에서 방출되어 세군다 디비시온 B의 레알 우니온과 계약했다. 2년 후인 2012년 6월 29일, 그는 레알 소시에다드로 복귀했지만, 즉시 3부 리그의 이웃 구단인 에이바르로 임대되었다.
2014년 초, 베르치체는하양-파랑 군단과의 계약을 2016년까지 연장했다. 2014년 6월, 에이바르의 사상 첫 1부 리그 승격을 이룩한 그는 스페인 프로축구연맹의 최우수 11인 명단에 이름을 올렸다.
베르치체는 2014년 8월에 레알 소시에다드로 복귀해 1군에 배정되었다. 이후 오랜 기간 주전으로 활약한 알베르토 데 라 베야를 제치고 주전으로 도약했다.

### 파리 생제르맹

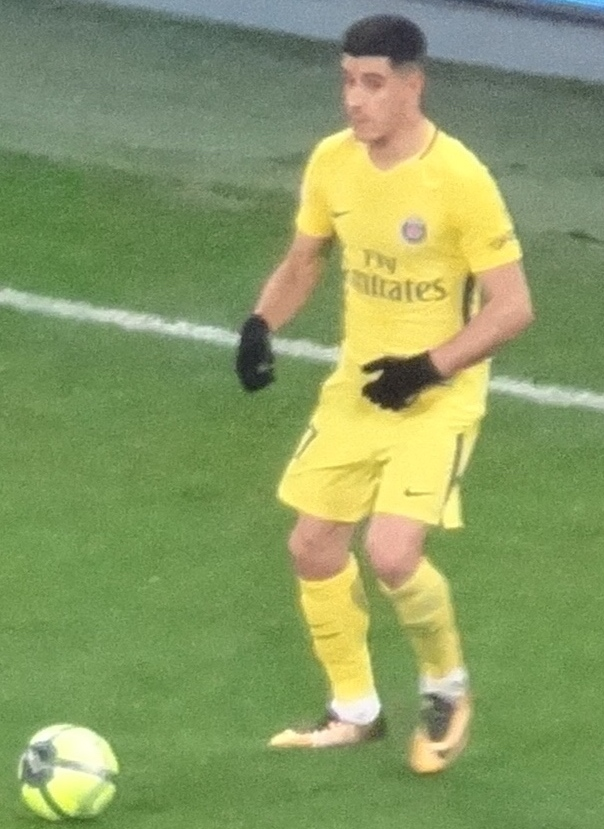
2018년, 파리 생제르맹의 베르치체

2017년 7월 7일, 베르치체는 파리 생제르맹과 4년 계약을 맺었다. 같은 해 9월 8일, 그는 5-1로 이긴 메스와의 원정 경기에서 90분을 소화하며 리그 1 첫 경기를 마쳤다. 그의 대회 첫 골은 12월 20일, 3-1로 이긴 캉과의 안방 경기에서 터졌다.
베르치체는 프랑스 무대 단 한 번의 시즌에 32번의 경기에 출전해 리그, 쿠프 드 프랑스를 포함한 국내 3관왕을 도왔는데, 후자의 대회에서는 아마추어 구단인 레 에르비에르와의 결승전에서 2-0 승리를 거두었다.

### 아틀레틱 빌바오
2018년 7월 2일, 파리 생제르맹은 아틀레틱 빌바오와 베르치체의 완전 이적을 놓고 합의를 보았다고 발표했다.(본래 이적료는 €19M으로 부가액까지 합하면 €6M이 더 들었다) 계약은 2022년까지 유효하며, 그의 아틀레틱 방출 시 필요한 금액은 €100M으로 책정되었다. 그는 8월 27일에 불과 두 번째 아틀레틱 경기에서 우에스카를 상대로 득점해 안방에서 2-2로 비기도록 했다.
2020년 3월 5일, 그라나다와의 코파 델 레이 준결승 2차전 막판에 골망을 흔들어 원정 다득점 원칙으로 소속 구단의 결승행을 견인했다. 2021년 4월까지 스페인의 코로나19 범유행으로 연기된 우승 결정전 외에도, 빌바오는 나중에 바르셀로나를 꺾고 우승한 수페르코파 데 에스파냐 진출권도 확보했다. 그러나, 그는 같은 상대를 몇 주 전에 맞이해 허벅지 부상을 당하면서 위의 굵직한 경기에 출전할 수 없었다. 그는 연기된 2020년 결승전이 벌어질 때에 맞추어 회복했지만, 소속 구단은 그의 친정 레알 소시에다드에 패했다. 아틀레틱은 2021 코파 델 레이 결승전에도 진출해 2020년 결승전을 치른 후 2주 만에 또다시 같은 대회 결승전을 펼쳤지만, 이번에는 바르셀로나에 0-4로 패하며 또다시 준우승에 머물렀다. 이 경기를 끝으로 베르치체는 2020-21 시즌을 스포츠 탈장으로 마치게 되었는데, 요양이 소용없게 되면서 7월에 수술을 받아 3달가량 재활했다. 마르셀리노 가르시아 토랄 감독은 그의 부상과 더딘 회복 속도에 난처함을 표했다. 신체전 문제에도 불구하고, 그는 10월에 2024년까지 유효한 연장 계약에 합의했다.

## 국가대표팀 경력
베르치체는 스페인의 U-17 및 U-18 국가대표팀에 활약한 적이 있다. 그는 비공식 바스크 대표팀에서도 출전한 경력이 있다.
베르치체는 수 차례 알제리 국가대표팀의 차출 제의를 거절했다.

## 경력 통계

### 클럽
2021년 7월 1일 기준
| 구단                | 시즌      | 리그              | 리그 | 리그 | 컵   | 컵 | 대륙 | 대륙 | 기타 | 기타 | 합계 | 합계 |
| 구단                | 시즌      | 리그명            | 출장 | 골   | 출장 | 골 | 출장 | 골   | 출장 | 골   | 출장 | 골   |
| ------------------- | --------- | ----------------- | ---- | ---- | ---- | -- | ---- | ---- | ---- | ---- | ---- | ---- |
| 토트넘 홋스퍼       | 2008–09   | 프리미어리그      | 0    | 0    | 0    | 0  | 0    | 0    | 0    | 0    | 0    | 0    |
| 토트넘 홋스퍼       | 2009–10   | 프리미어리그      | 0    | 0    | 0    | 0  | 0    | 0    | 0    | 0    | 0    | 0    |
| 첼트넘 타운 (임대)  | 2008–09   | 리그 원           | 7    | 0    | 0    | 0  | —    | —    | 0    | 0    | 7    | 0    |
| 바야돌리드 (임대)   | 2009–10   | 라 리가           | 1    | 0    | 2    | 0  | —    | —    | —    | —    | 3    | 0    |
| 바야돌리드 B (임대) | 2009–10   | 테르세라 디비시온 | 25   | 0    | —    | —  | —    | —    | —    | —    | 25   | 0    |
| 레알 우니온         | 2010–11   | 세군다 디비시온 B | 14   | 1    | 1    | 0  | —    | —    | 2    | 0    | 17   | 1    |
| 레알 우니온         | 2011–12   | 세군다 디비시온 B | 31   | 0    | 0    | 0  | —    | —    | —    | —    | 31   | 0    |
| 레알 우니온         | 합계      | 합계              | 45   | 1    | 1    | 0  | 0    | 0    | 2    | 0    | 48   | 1    |
| 레알 소시에다드     | 2012–13   | 라 리가           | 0    | 0    | 0    | 0  | 0    | 0    | —    | —    | 0    | 0    |
| 레알 소시에다드     | 2013–14   | 라 리가           | 0    | 0    | 0    | 0  | 0    | 0    | —    | —    | 0    | 0    |
| 레알 소시에다드     | 2014–15   | 라 리가           | 21   | 0    | 4    | 0  | 0    | 0    | —    | —    | 25   | 0    |
| 레알 소시에다드     | 2015–16   | 라 리가           | 21   | 0    | 1    | 0  | —    | —    | —    | —    | 22   | 0    |
| 레알 소시에다드     | 2016–17   | 라 리가           | 35   | 3    | 6    | 0  | —    | —    | —    | —    | 41   | 3    |
| 레알 소시에다드     | 합계      | 합계              | 77   | 3    | 11   | 0  | 0    | 0    | 0    | 0    | 88   | 3    |
| 에이바르 (임대)     | 2012–13   | 세군다 디비시온 B | 30   | 4    | 3    | 0  | —    | —    | 6    | 0    | 39   | 4    |
| 에이바르 (임대)     | 2013–14   | 세군다 디비시온   | 37   | 3    | 1    | 0  | —    | —    | —    | —    | 38   | 3    |
| 에이바르 (임대)     | 합계      | 합계              | 67   | 7    | 4    | 0  | —    | —    | 6    | 0    | 77   | 7    |
| 파리 생제르맹       | 2017–18   | 리그 1            | 22   | 2    | 5    | 0  | 2    | 0    | 3    | 0    | 32   | 2    |
| 아틀레틱 빌바오     | 2018–19   | 라 리가           | 35   | 2    | 2    | 0  | —    | —    | —    | —    | 37   | 2    |
| 아틀레틱 빌바오     | 2019–20   | 라 리가           | 33   | 2    | 7    | 4  | —    | —    | —    | —    | 40   | 6    |
| 아틀레틱 빌바오     | 2020–21   | 라 리가           | 23   | 1    | 6    | 0  | —    | —    | —    | —    | 29   | 1    |
| 아틀레틱 빌바오     | 합계      | 합계              | 91   | 5    | 15   | 4  | —    | —    | —    | —    | 106  | 9    |
| 경력 합계           | 경력 합계 | 경력 합계         | 337  | 18   | 38   | 4  | 2    | 0    | 11   | 0    | 386  | 22   |

1. ↑  승격 플레이오프전 출전 경기 기록 포함
2. ↑  승격 플레이오프전 출전 경기 기록 포함
3. ↑  챔피언스리그 출장 경기 기록 포함
4. ↑  쿠프 드 라 리그 출장 경기 기록 포함
5. ↑  2021년에 치러진 2020 코파 델 레이 결승전 출장 경기 기록 포함

## 수상
에이바르
- 세군다 디비시온: 2013–14[16]

파리 생제르맹
- 리그 1: 2017–18
- 쿠프 드 프랑스: 2017–18[41]
- 쿠프 드 라 리그: 2017–18

아틀레틱 빌바오
- 코파 델 레이 준우승: 2019–20,[32] 2020–21[33]